# Bobby Goren
Robert "Bobby" O. Goren é um personagem fictício da série americana Law & Order: Criminal Intent. Ele é interpretado por Vincent D'Onofrio. Participou de 141 episódios.
Detetive de primeira classe, pertence ao Esquadrão de Casos Especiais do Departamento de Polícia da cidade de Nova Iorque (NYPD). É parceiro da detetive Alex Eames. É um homem intenso, muito inteligente e impositivo, mas também imprevisível e, em alguns momentos, volátil.
Serviu na Divisão de Investigação Criminal do Exército dos Estados Unidos na Alemanha e na Coreia do Sul. Se tornou detetive na Divisão de Narcóticos da NYPD e, após duas operações de grande sucesso, foi promovido para o Esquadrão de Casos Especiais.